# 라틴-문자 음소문자 목록

라틴 문자의 분포.
라틴 문자가 유일한 주요 문자인 국가
라틴 문자가 다른 문자와 공존하는 국가

아래 목록과 표는 일부 라틴 문자 알파벳의 문자 목록을 요약하고 비교한다. 이 글에서는 "알파벳"이라는 단어의 범위를 확장하여 성조 기호가 있는 문자와 다양한 정서법 전통을 나타내는 데 사용되는 기타 발음 구별 부호를 포함하며, 알파벳이나 표에서 순서가 어떻게 배열되어 있는지는 고려하지 않는다.
괄호는 해당 언어의 현대 표준 철자법에는 사용되지 않지만, 구식 및 방언 형태에 사용되는 문자를 나타낸다.

## 같이 보기
- 라틴-문자 음소문자
- 체코 문자
- 폴란드 문자
- 듀오링고